# 伊達宗贇
伊達 宗贇（だて むねよし）は、江戸時代前期から中期にかけての大名。伊予国宇和島藩3代藩主。官位は従四位下・遠江守、紀伊守、侍従。

## 生涯
陸奥国仙台藩3代藩主・伊達綱宗の三男。母は三沢初子。正室は伊達宗利（宇和島藩2代藩主）の次女・三保姫。仙台藩4代藩主・伊達綱村の次々弟にあたる。
寛文6年（1666年）に陸奥仙台藩の一門衆筆頭・角田石川家の石川宗弘の養子となり、延宝7年（1679年）に元服する。石川家時代は仙台藩主である父・綱宗、兄・綱基（綱村）よりそれぞれ偏諱の授与を受けて石川宗昭（むねあき）、次いで石川基弘（もとひろ）と名乗った。しかし、貞享元年（1684年）3月13日、伊予国宇和島藩主・宗利の次女と結婚してその婿養子となり、伊達宗贇に改名した。元禄6年（1693年）11月14日、宗利の隠居を受けてその跡を継いだ。ただし、仙台藩主家からの直接の養子でなく陪臣の家を経ていることから、仙台藩が宇和島藩を末家扱いとする一因となった。
藩政においては元禄9年（1696年）7月4日、所領が7万石の実収入のところを高直しで10万石と過大申告する。これは、初代藩主・秀宗が伊予吉田藩に分与した3万石分を補い、宇和島藩の10万石としての体面を保つためであった。そのために町人新田開発や藩営の新田開発を奨励するなどしたが、ただでさえ苦しかった藩財政がますます苦しくなり、倹約令や商人からの借金、家臣団の大減封を行なう有様であった。宝永4年（1707年）には大地震で宇和島城が倒壊する。

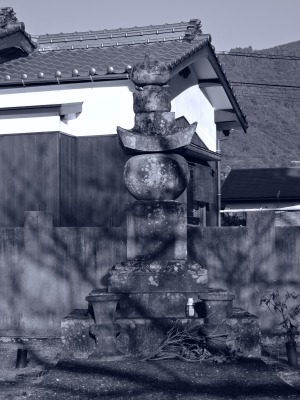
三代藩主 伊達宗贇の墓 (龍華山等覚寺東墓所)

宝永8年（1711年）2月18日、47歳で死去し、跡を三男・村年が継いだ。法号は大玄院殿天山紹光大居士。

## 人物
宗贇は当時としては巨漢だったようで、公益財団法人宇和島伊達文化保存会が所蔵する遺品の甲冑（桜鋲紺糸黒塗具足）は胴回りが約150cm、脛当の長さが約40cmとサイズが通常の2倍であることが確認され、身長は約180cmあったと推測される（当時の平均身長は約160cm）。義母の手紙にも、宗贇について「器量骨柄のめでたき」と記され、現代の大相撲力士に当てはめると魁皇の体型に近かったとみられる。

## 系譜
- 父：伊達綱宗（1640-1711）
- 母：三沢初子（1640-1686） - 浄眼院、三沢清長の娘
- 養父：石川宗弘（1631-1691）、伊達宗利（1635-1709）
- 正室：三保姫 - 伊達宗利の次女
  - 長男：伊達宗相（1697-1709）
- 側室：中里氏
  - 長女：曽智 - 夭折
  - 三男：伊達村年（1705-1735） - 宇和島4代藩主
  - 四男：田村村顕（1707-1755） - 田村誠顕の養子
  - 八女：幾久 - 夭折
- 側室：高橋氏
  - 二男：岩次郎 - 夭折
  - 五女：長 - 蝶、夭折
- 側室：鴇田氏
  - 二女：初 - 夭折
  - 四女：清 - 夭折
- 側室：佐藤氏
  - 三女：民 - 夭折
  - 五男：百助
  - 六男：桑折宗恒 - 桑折宗敷の養子
- 側室：某氏
  - 六女：久米 - 夭折
- 側室：宮部氏
  - 七女：悦 - 夭折